# Kościół św. Kazimierza Królewicza w Policach
Kościół św. Kazimierza Królewicza w Policach – jest najnowszym kościołem miasta Police. Znajduje się na Osiedlu Anny Jagiellonki przy ulicy Kard. Stefana Wyszyńskiego 2F. Parafia pw. Świętego Kazimierza Królewicza jest najludniejszą w archidiecezji szczecińsko-kamieńskiej. W kościele przez wiele lat odbywały się koncerty w ramach Polickich Dni Muzyki „Cecyliada”.

## Historia
Parafię erygowano 22 czerwca 1985 r. Po 1991 rozpoczęto budowę nowego kościoła. W 1992 wylano pierwsze fundamenty, a od czerwca 1993 w surowych murach świątyni zaczęto odprawiać msze święte. 8 czerwca 1994 został wmurowany akt erekcyjny budowy kościoła przez ks. bpa Mariana Błażeja Kruszyłowicza. W kwietniu 1996 roku główna bryła kościoła została ukończona, a latem 1997 dach pokryto dachówkami. W połowie 1999 roku na sygnaturce kościoła zawisły 3 dzwony parafialne poświęcone przez Jana Pawła II. Świątynie zaprojektowano by mogła pomieścić w całym wnętrzu ok. 5 tys., a na ławach ok. 1 tys. wiernych.
1 września 2021 r. proboszczem parafii św. Kazimierza został ks. kan. dr Piotr Gałas, który zastąpił ks. kan. Waldemara Gasztkowskiego. 13 października 2009 dokonano poświęcenia nowo wybudowanej kaplicy Matki Bożej Fatimskiej, która mieści się w prawej nawie bocznej. Figura, która trafiła do kaplicy, została przywieziona jako dar przez pielgrzymów z Fatimy. 4 marca 2010 roku podczas odpustu została poświęcona kaplica św. Kazimierza – jest ona widoczna w lewej nawie, umieszczony jest w niej obraz patrona parafii, jak również jego relikwie. W styczniu 2011 roku w kościele zamontowano ogrzewanie oparte na 4 nagrzewnicach. Pod koniec stycznia 2011 r. przywiezione zostały 55-głosowe organy pochodzące ze Szwajcarii, które zostały przebudowane i dostosowane do wnętrza polickiej świątyni. Organy zostały uroczyście poświęcone przez ks. abp. Andrzeja Dzięgę 19 lutego 2012 r. Obecnie polickie organy są drugie co do wielkości w Archidiecezji. Większy jest jedynie instrument z archikatedry św. Jakuba Apostoła w Szczecinie.
9 października 2014 r. delegacja parafii odebrała z rąk ks. kard Stanisława Dziwisza relikwie krwi św. Jana Pawła II. Do kościoła św. Kazimierza zostały one uroczyście wprowadzone i zainstalowane w ołtarzu św. Jana Pawła II, mieszczącym się w kaplicy Matki Bożej Fatimskiej, w dniu 26 października 2014 r.

### Posługa duszpasterska
Proboszczowie parafii pw. św. Kazimierza Królewicza:
1. ks. Kazimierz Treder (1984–1986)
2. ks. dr Tadeusz Uszkiewicz (1986–1991)
3. ks. prałat Jan Kazieczko (1991–1999)
4. ks. kan. Leszek Konieczny (1999–2006)
5. ks. kan. Waldemar Gasztkowski (2006–2021)
6. ks. kan. dr Piotr Gałas (od 2021)

## Zdjęcia

Kościół św. Kazimierza Królewicza w Policach
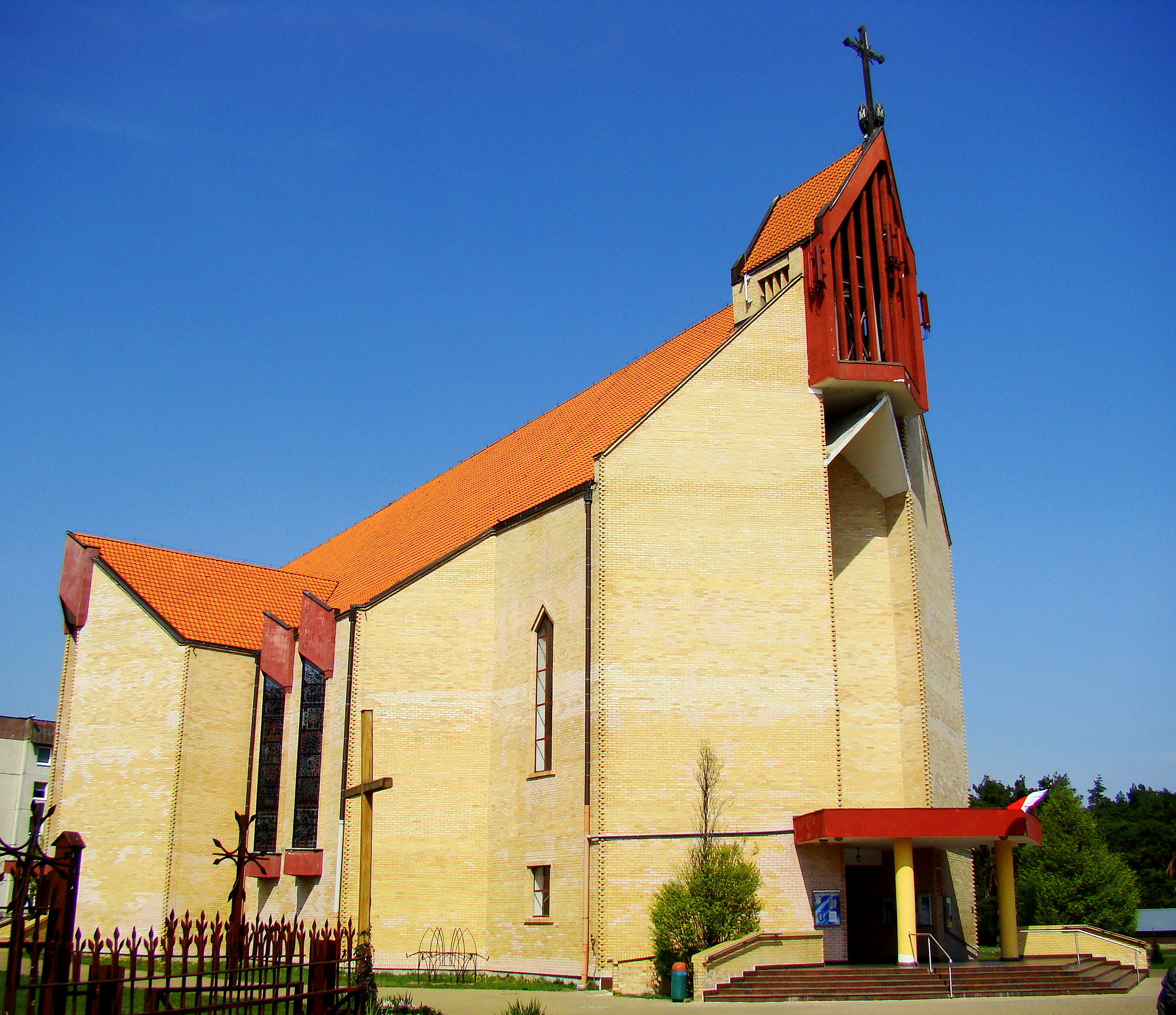
Kościół pw. św. Kazimierza Królewicza
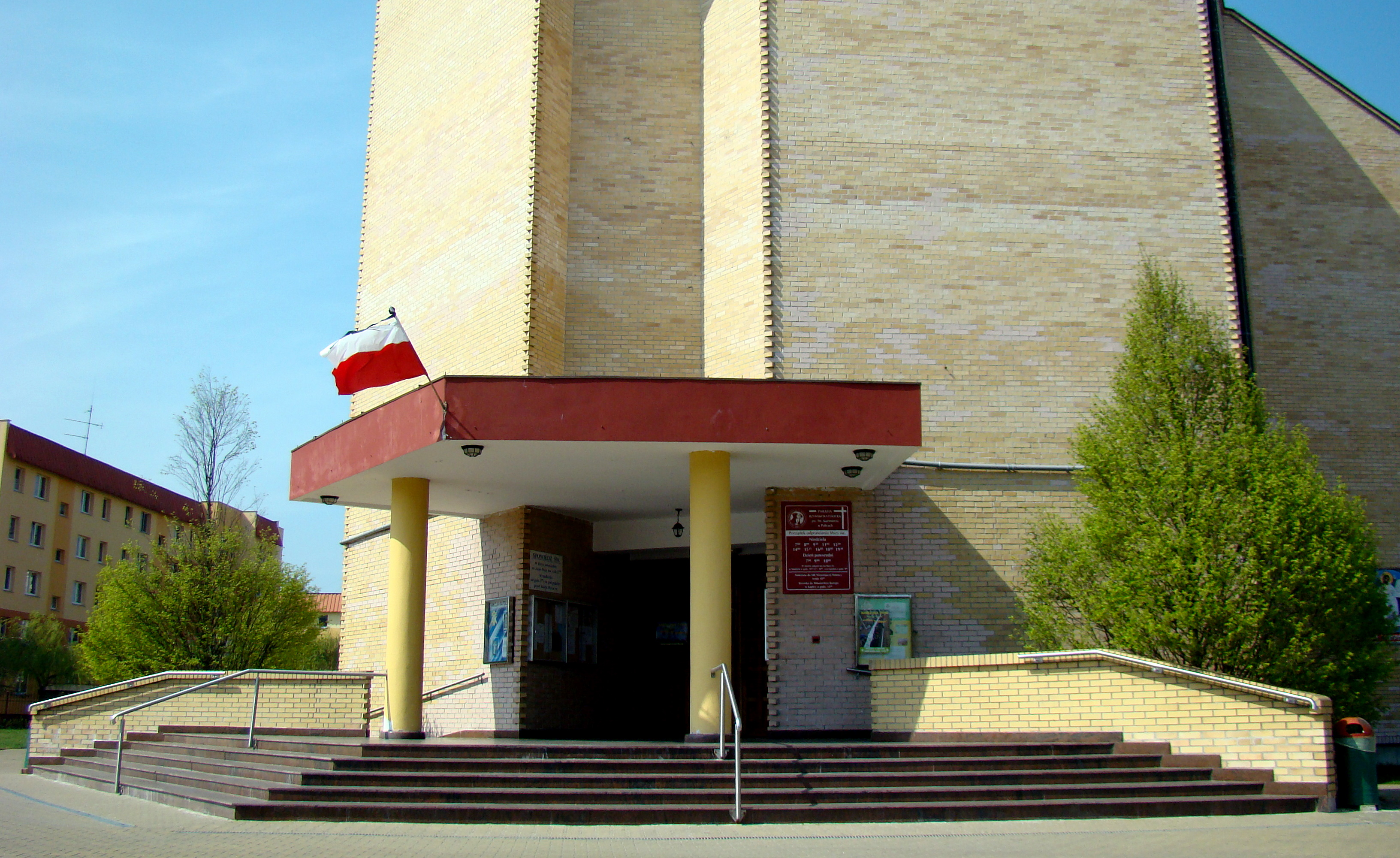
Kościół pw. św. Kazimierza Królewicza (wejście główne)
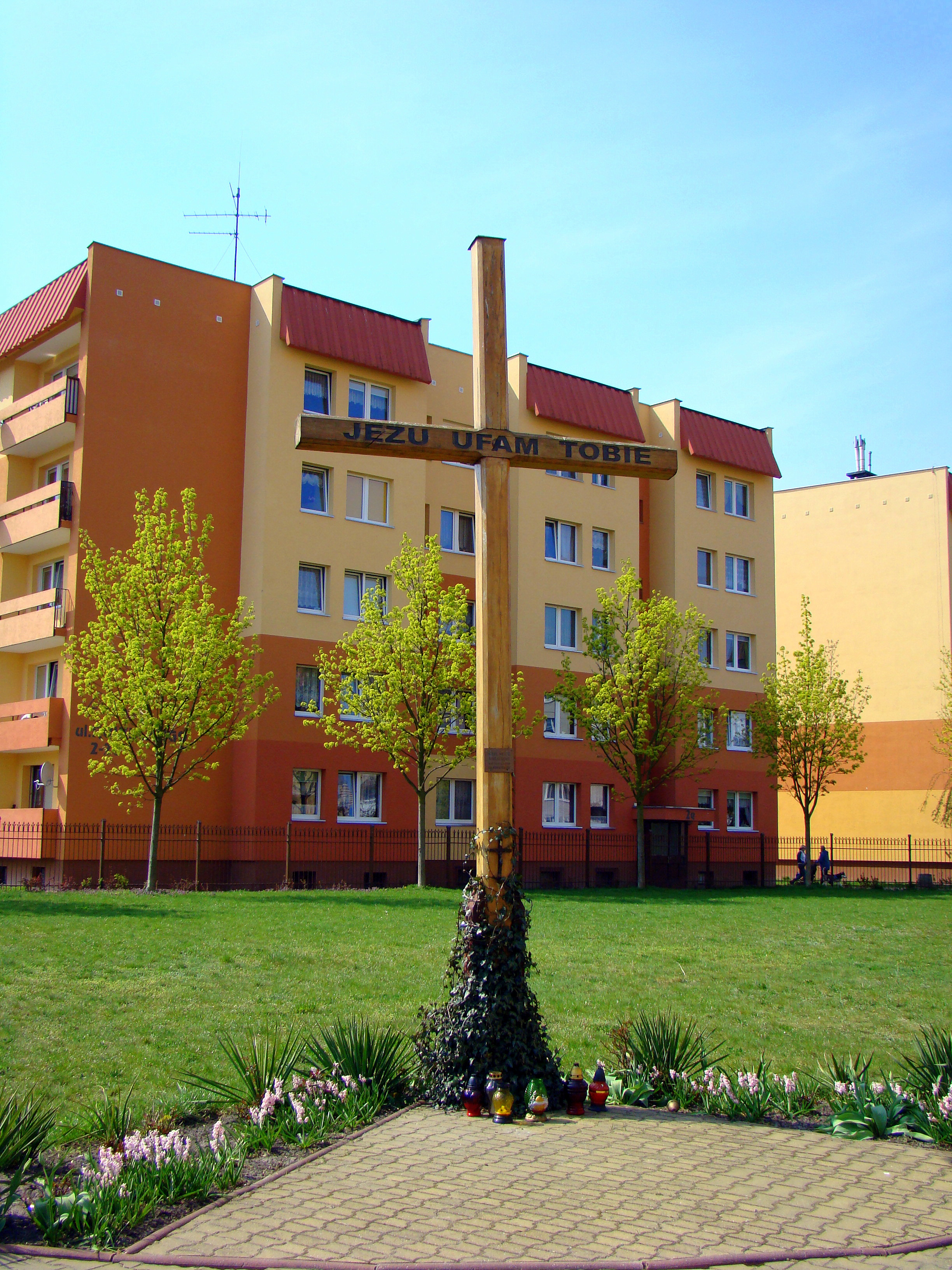
Kościół pw. św. Kazimierza Królewicza (krzyż przykościelny)
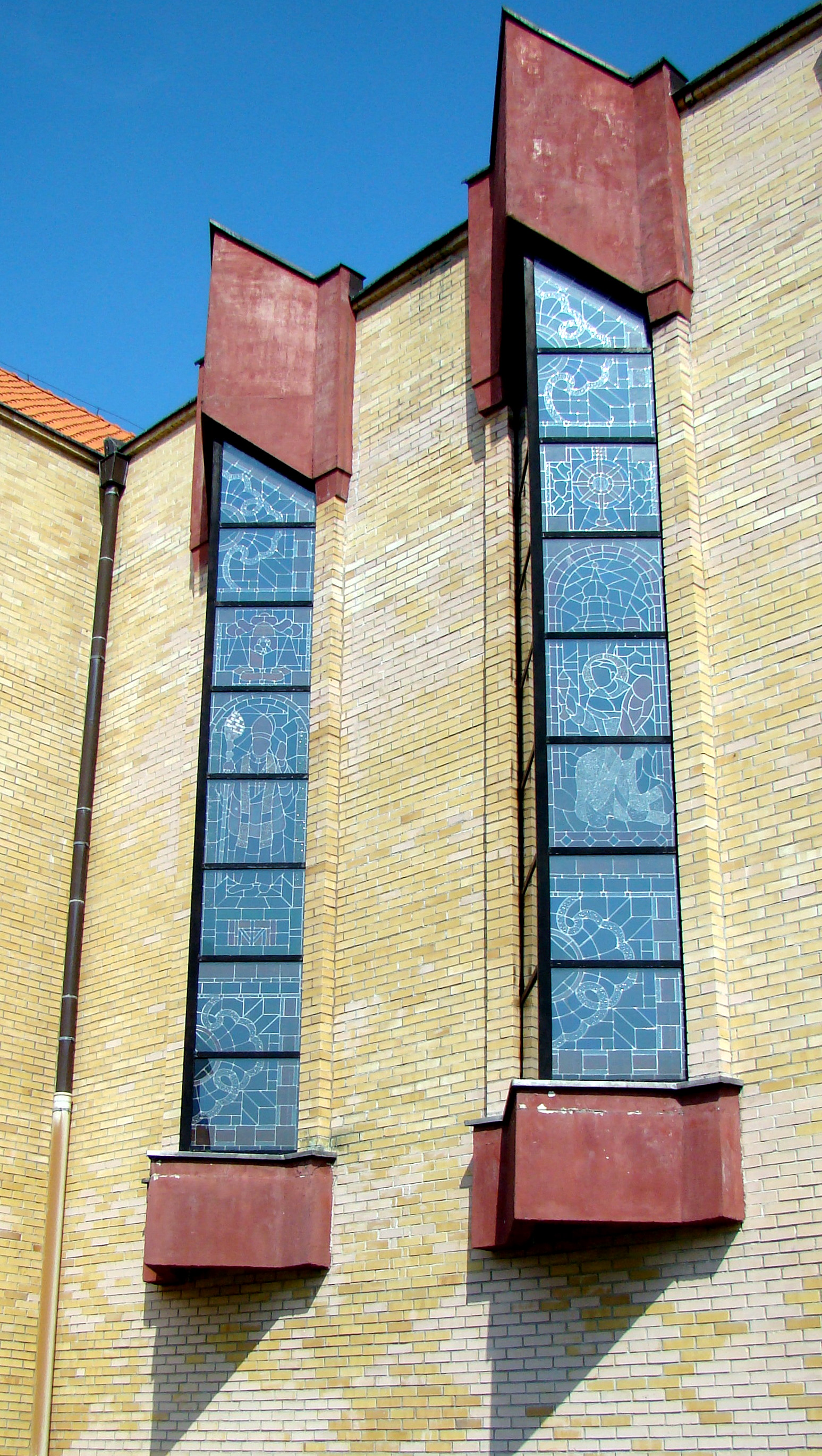
Kościół pw. św. Kazimierza Królewicza (ściana południowa-zachodnia)
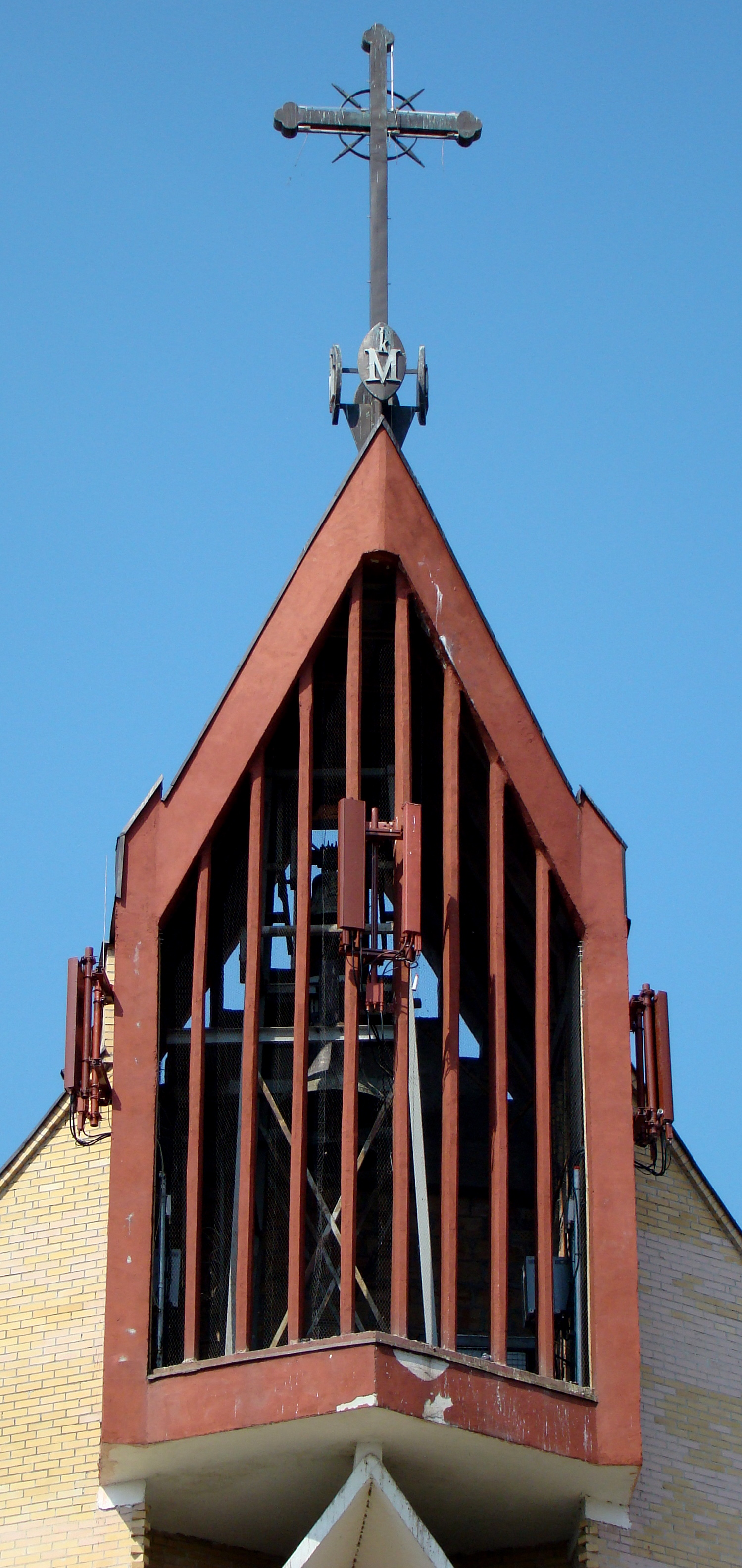
Kościół pw. św. Kazimierza Królewicza (dzwonnica)
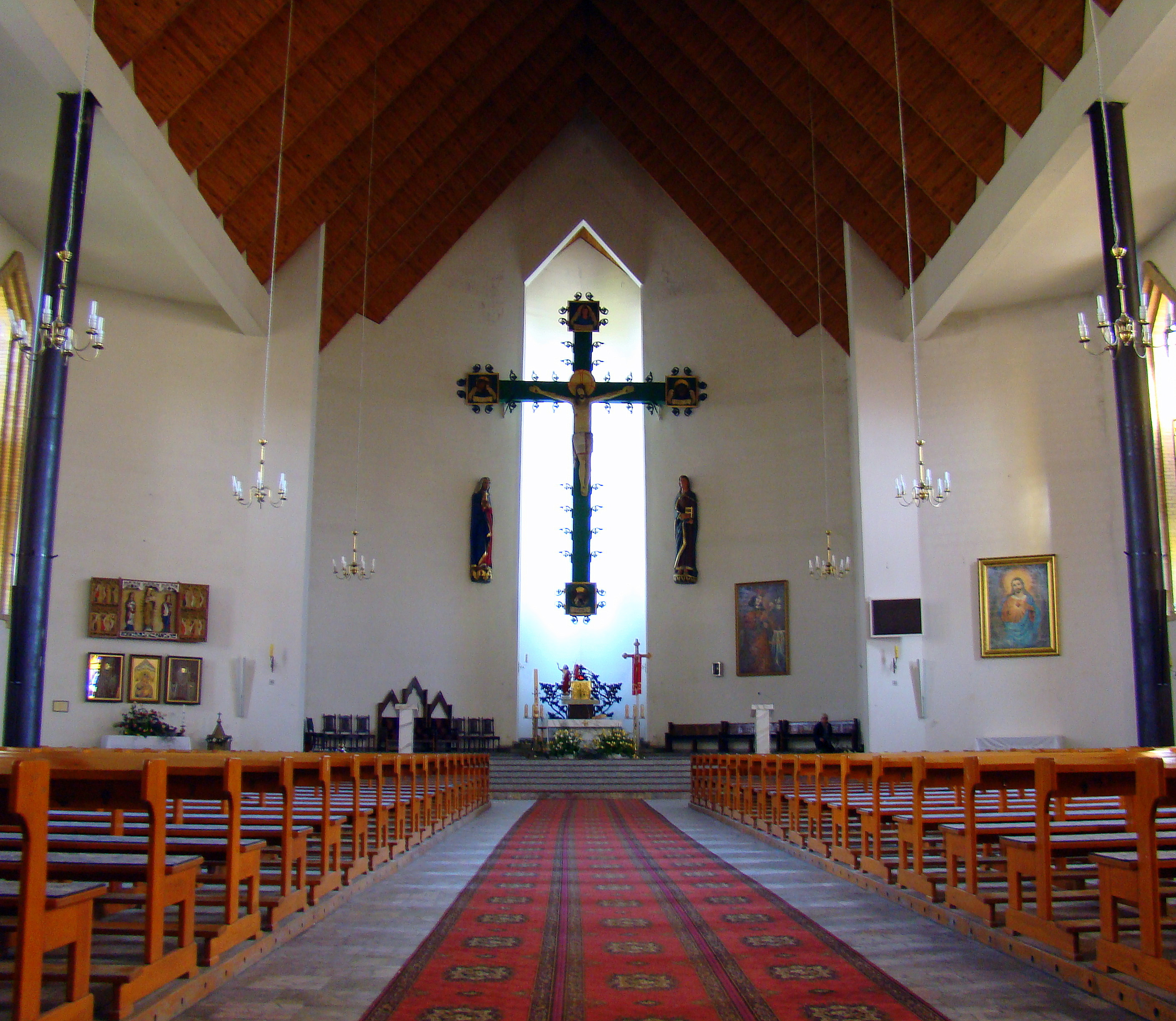
Kościół pw. św. Kazimierza Królewicza (wnętrze)
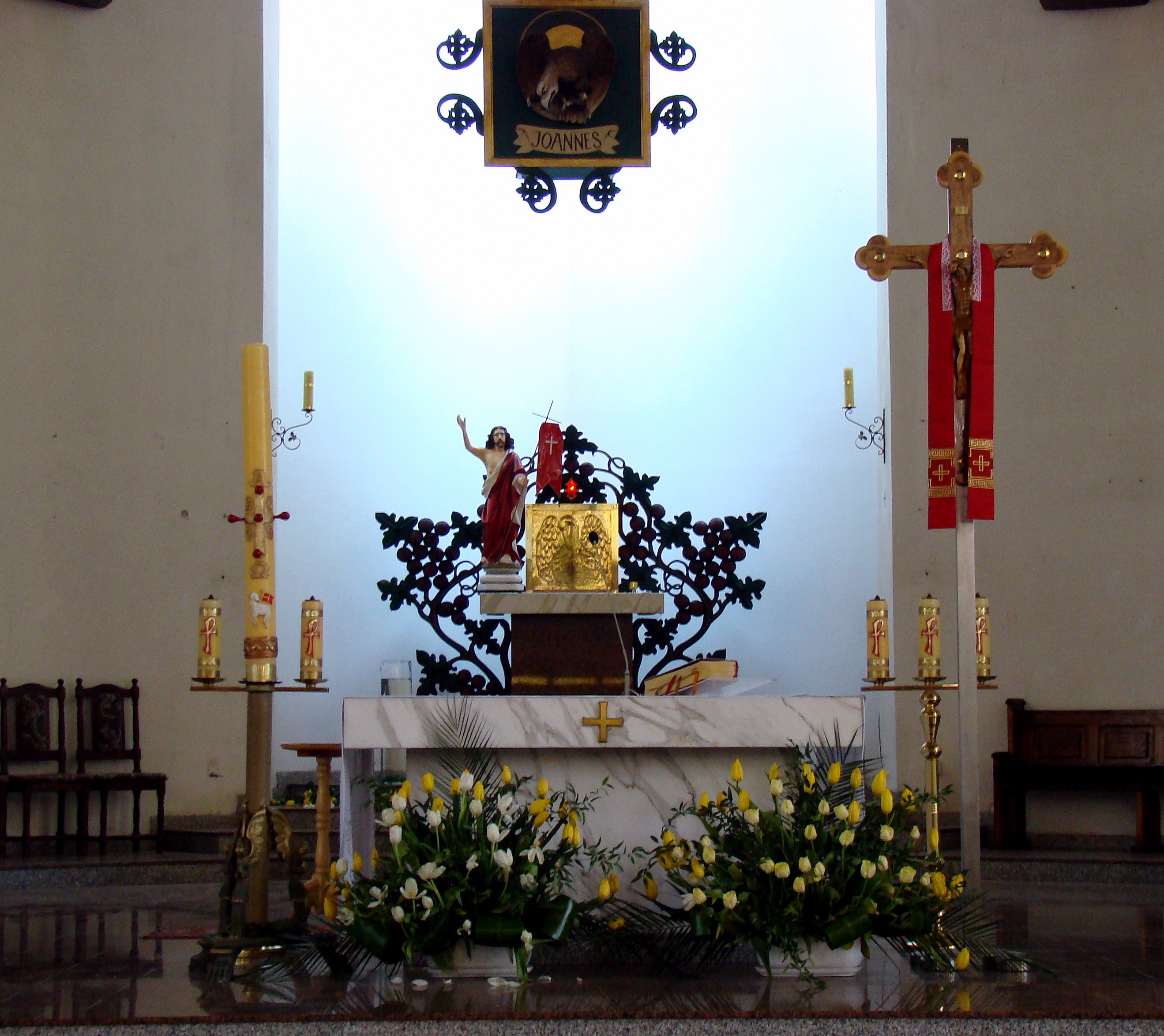
Kościół pw. św. Kazimierza Królewicza (prezbiterium)
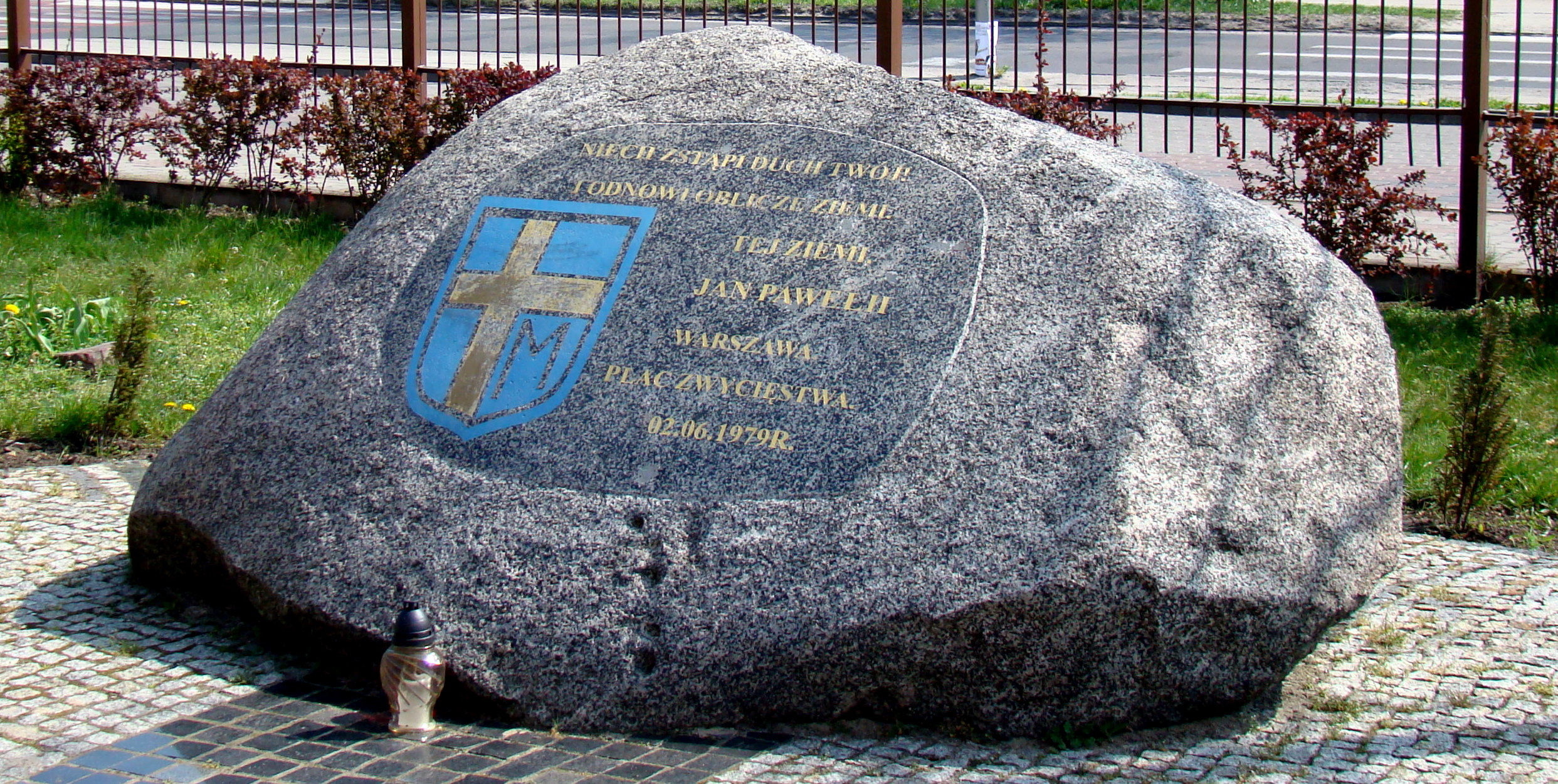
Kościół pw. św. Kazimierza Królewicza (pamiątkowy głaz)
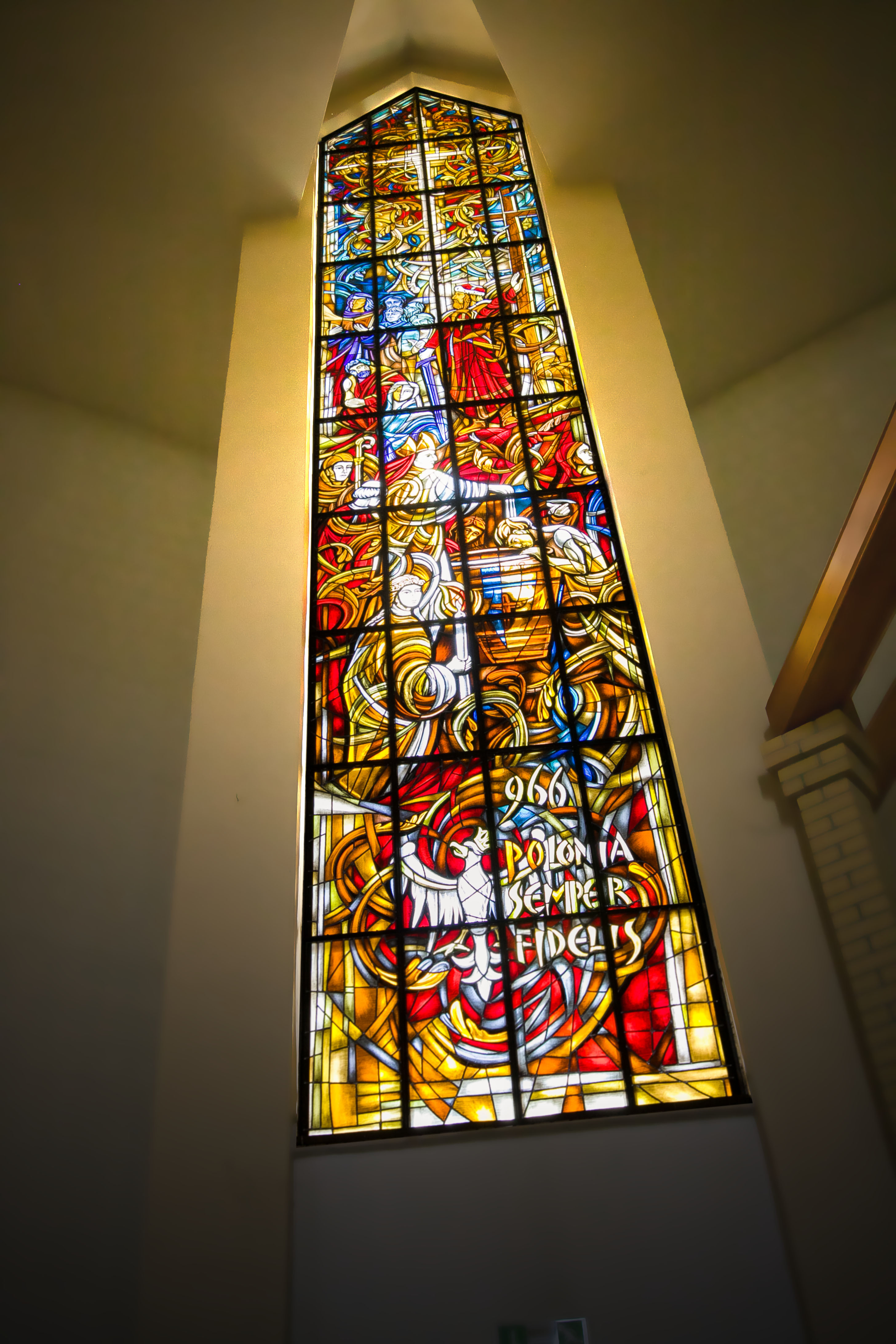
Witraż „Chrzest Polski” w kościele pw. św. Kazimierza